# Poznaj samego siebie
„Poznaj samego siebie” (grecki: γνῶθι σεαυτόν, gnōthi seauton) – starożytny grecki aforyzm, jedna z maksym delfickich, która według greckiego pisarza Pauzaniasza znajdowała się na frontonie świątyni Apollina w Delfach. Na język łaciński wyrażenie to jest tłumaczone jako nosce te ipsum lub temet nosce.